# ŠK Sarajevo
ŠK Sarajevo – bośniacko-hercegowiński klub szachowy z siedzibą w Sarajewie.

## Historia
Inicjatorem utworzenia klubu była w 1903 roku Zemaljska vlada za Bosnu i Hercegovinu. Statut klubu został przyjęty rok później, a pierwszym prezesem został Friedrich Schlesinger. Klub organizował turnieje szachowe. Po I wojnie światowej, w 1923 roku, powstał klub pod nazwą Vidmar, który kontynuował działalność poprzedniego klubu. W 1934 roku działalność wznowił ŠK Sarajevo, który zainaugurował wówczas organizację turniejów klubowych. W 1937 roku klub zorganizował pierwszy w Bośni i Hercegowinie turniej dla kobiet, rozpoczął także organizację turniejów szachów szybkich. W 1941 roku działalność klubu została zabroniona, a po zakończeniu II wojny światowej wznowiono jego funkcjonowanie. Gościem klubu po zakończeniu wojny był Aleksandr Alechin. W 1947 roku klub wystąpił w półfinale mistrzostw Jugosławii, w którym odpadł z Mladostą Zagrzeb. W 1957 roku klub zorganizował pierwszą edycję turnieju międzynarodowego, w którym uczestniczyli wówczas m.in. Petar Trifunović, Stojan Puc, Dragoljub Minić i Aleksandyr Cwetkow, a w późniejszych latach tacy zawodnicy, jak Michaił Tal, Wiktor Korcznoj, Leonid Stein, Wolfgang Uhlmann, Vlastimil Hort i Svetozar Gligorić. W tym samym roku ŠK Sarajevo awansował do Prvej ligi Jugoslavije, zajmując wówczas szóste miejsce. W sezonie 1959/1960 klub uzyskał awans do fazy finałowej, gdzie najpierw wygrał z ŠK Titograd, ulegając następnie w półfinale Partizanowi Belgrad. W składzie drużyny znajdowali się wówczas m.in. Vladimir Kozomara, Rajko Bogdanović, Hasan Smailbegović, Muamer Osmanagić i Zdenko Grgić. W 1960 roku ŠK Sarajevo wygrał Puchar Marszałka Tito. W sezonie 1962 klub zajął czwarte miejsce w mistrzostwach kraju. W 1963 roku zespół nie przystąpił do Prvej ligi, a rok później zajął piąte miejsce w lidze. W 1965 roku klub ponownie nie uczestniczył w Prvej lidze, powrócił do niej w sezonie 1980. W 1989 roku ŠK Sarajevo spadł z ligi.
Po rozpadzie Jugosławii, w 1994 roku, w Pucharze Europy wystawiony został wspólny zespół ŠK Sarajevo i Bosni Sarajewo, który zdobył trofeum. W 2002 roku klub uczestniczył w pierwszym sezonie Premijer ligi, zajmując siódme miejsce. Rok później ŠK Sarajevo spadł z ligi. W 2021 roku zespół wrócił do pierwszej ligi, uzyskując szóste miejsce. Rok później uzyskano trzecie miejsce w lidze, a w sezonie 2023 klub zajął czwarte miejsce w lidze. W 2024 roku zespół został wicemistrzem Bośni i Hercegowiny.
Zawodnikami klubu byli m.in. Vesna Bašagić, Faruk Bistrić, Ante Brkić, Luka Budisavljević, Luka Drašković, Nenad Ferčec, Ivan Ivanišević, Denis Kadrić, Predrag Nikolić, Miloš Perunović, Miodrag Savić, Spiridon Skiembris, Dalibor Stojanović, Andriej Szarijazdanow, Michaił Ułybin i Milan Vukić.